# Febronia di Nisibis
Santa Febronia (fl. IV secolo) fu una cristiana che subì il martirio nell'antica Sibapolis, Nisibis (attuale Nusaybin, provincia di Mardin nella Turchia sud orientale, ai confini con la Siria). Viene venerata come santa dalla Chiesa cattolica, da quella copta e da quella greco-ortodossa.

## Storia

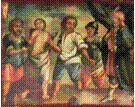
Martirio di Santa Febronia, Chiesa Madre di Palagonia (CT), autore ignoto del XIX secolo.

Orfana all'età di due anni, visse la sua esistenza all'interno di una di quelle comunità cristiane note, secondo quanto ci riferisce più tardi sant'Efrem il Siro da Nisibis, col nome "Figlie dell'Alleanza", nate in Mesopotamia tra la metà del III secolo e l'inizio del IV secolo, di cui fu promotrice nella città di Nisibis Santa Plotinide. Qui, sotto le cure della zia Brienna e della religiosa Tomaide, crebbe in virtù e dottrina, divenendo presto una grande guida spirituale per le consorelle e per le donne pagane della città.
Sotto la decima persecuzione indetta dall'imperatore Diocleziano viene catturata e condotta davanti al giudice Seleno. Il 25 giugno del 305, resistendo alle varie lusinghe, tra cui quella di convolare a nozze col giovane Lisimaco, nipote del giudice, e noncurante delle varie minacce, viene condannata al martirio. Il suo viene ricordato come uno dei più lunghi e cruenti martirii patiti dai cristiani dell'epoca: secondo la tradizione venne flagellata e sottoposta alle pene del fuoco, raschiata con pettini di ferro, le vennero tagliati i seni, le mani ed i piedi, cavati i denti ed infine fu decapitata. Nel 363 il corpo viene portato a Costantinopoli. Successivamente giunge a Trani, in Puglia. Testimonianze del passaggio del corpo dalla città di Trani sono un reliquiario ligneo del XVI secolo ed una tela custoditi presso il locale Museo Diocesano.

## Culto
Il suo culto vide un'ampia diffusione dall'Oriente all'Occidente, soprattutto grazie ai monaci di rito bizantino. È particolarmente venerata nel meridione d'Italia: a Palagonia (CT), a Patti (ME), ed a Minori (SA), anche se con variazioni leggendarie che la vorrebbero natìa di Patti e col nome di santa Trofimena (a Minori). Sebbene i recenti studi agiografici (in particolare quelli di Paolo Chiesa e di Reginald Gregoire) abbiano chiarito l'Enigma delle Febronie, confermandole tutte variazioni della sola e unica Febronia di Sibapoli Nisibis, le tre località che la venerano come Patrona continuano a discutere vivacemente sull'argomento; in particolare Patti e Minori respingono la tesi della Santa nisibena a favore della tradizione orale che la vuole di origine siciliana. Un ulteriore contributo sulle origini storiche di questa enigmatica Santa è dato dal nuovo studio condotto da Maria Stelladoro che esplora il complesso insieme di aspetti cultuali che le ruota attorno, dall'antico Oriente all'Occidente, in particolare nelle tre città che la venerano come patrona.

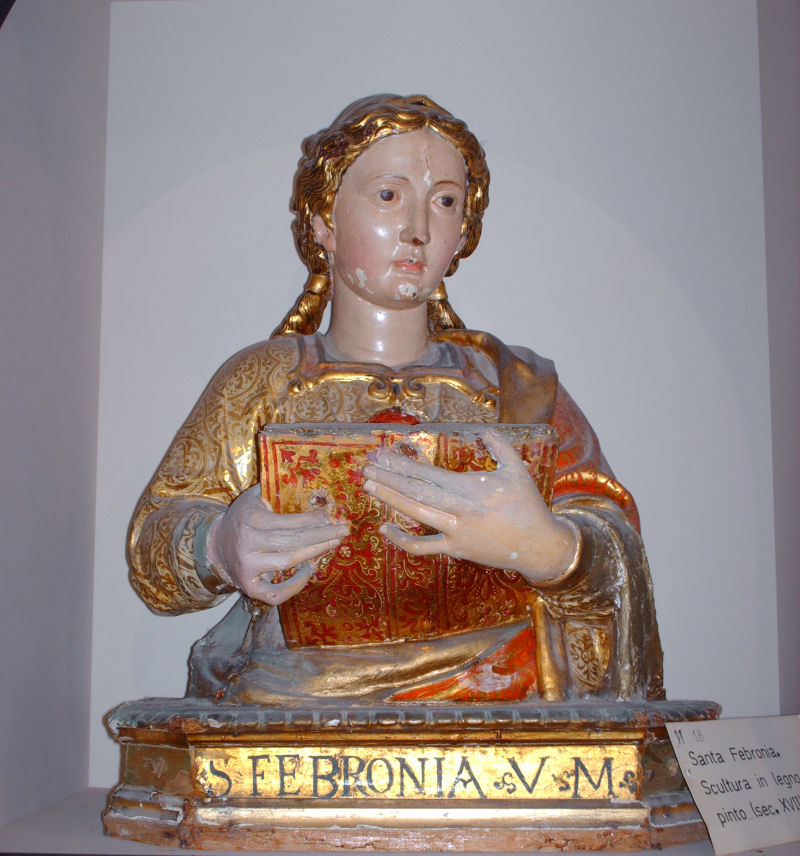
Reliquiario ligneo di Santa Febronia, secolo XVIII. Museo Diocesano di Trani.

Il suo culto si estese anche in Francia, importato dai monaci Celestini, restando comunque relegato negli ambienti monastici (molte priore ne hanno portato il nome, anche in vari monasteri italiani). A Milano, in corso Garibaldi esistono i resti dell'antica chiesa di Santa Febronia; nella città esisteva nel '600 un monastero ad essa intitolato, nonché un altare presso la chiesa di San Protaso. A Romanziol (fraz. di Noventa di Piave) si trova l'antico Capitello di Santa Febronia, risalente secondo alcuni studiosi al XIV secolo. A Trani, in Puglia, ove era in passato molto venerata, nel Duomo esisteva, fino a prima dei lavori eseguiti nel 1837, una cappella a lei dedicata; ancora oggi si conservano presso il Museo Diocesano un pregevole reliquiario ligneo del XVIII secolo ed un dipinto che attesta in passato la custodia del suo insigne corpo presso la chiesa metropolitana della città. Sue reliquie sono custodite, oltre che a Palagonia (il pollice della mano destra), a Patti (vari frammenti) ed a Minori (il presunto corpo), anche a Roma, presso la chiesa di San Carlo ai Catinari (la testa, ivi trasferita dall'antica Chiesa di San Paolo), mentre essa è anche raffigurata in una delle statue del Colonnato del Bernini in piazza San Pietro. Un corpo di nome Febronia viene altresì segnalato tra i venticinque corpi santi custoditi nella chiesa di San Giorgio, una della cosiddetta Quadreria delle Sette Chiese, a Monselice (PD), ma è proveniente dalla Catacomba di Calepodio, estratto per ordine di Clemente XI. Una comunità di siciliani provenienti da Patti, emigrati ad Hoboken, ha trapiantato anche nella città americana il culto della Santa, edificandovi una cappella e istituendone la festa annuale, di cui si occupa la Società di Mutuo Soccorso Patti e Circondario. 
Intanto, una campagna di scavi archeologici condotta recentemente da un'équipe americana guidata dal dott. Michael Fuller, ha scoperto nella località di Tuneinir (Turchia), proprio nei luoghi di origine della Santa, ciò che viene segnalata come la tomba di Febronia nonché un reliquiario marmoreo per contenere un dente, che trova riscontro nel racconto della Passio.
Viene invocata per la protezione dai terremoti, per il dono della pioggia, per le malattie al seno. Suoi attributi sono la palma, la croce, il libro del vangelo, talvolta anche la tenaglia o la spada, queste ultime a ricordarne alcune fasi del martirio.
Il Martirologio Romano ne celebra la memoria liturgica il 25 giugno, data nella quale viene ricordata anche dalla Chiesa copta e dalla Chiesa greco-ortodossa. La Chiesa ortodossa etiope la venera con il nome di Cephronia, facendone memoria l'8 giugno. Importante notare come anticamente la festa di Santa Febronia cadesse il 14 febbraio, poi convertita in san Valentino; e lo stesso nome del mese di Febbraio deriva proprio da Februare (purificare) con preciso riferimento agli antichi riti che venivano celebrati prima dagli antichi romani in onore alla Dea Febris, e successivamente traslati nella Festa di Santa Febronia.